# Tenailles de Mont-de-Marsan
Les tenailles de Mont-de-Marsan est un ancien système de fortifications complétant les défenses des remparts de Mont-de-Marsan. Il se composait de la Grande Tenaille et de la Petite Tenaille.

## Présentation
Les tenailles, grandes et petites, constituaient un double bastion de terre et de pierre, longeant le fossé reliant la Douze et le Midou et destiné à protéger la porte de Roquefort (également dite porte du Bournau, c'est-à-dire du Bourg-Neuf), défendant l'est de la cité. Elles se situaient de part et d'autre de l'actuelle rue Victor-Hugo : au sud, la Grande Tenaille était à l'emplacement de l'actuel square des Anciens-Combattants et au nord, la Petite Tenaille occupait l'emplacement de l'actuel parking de la Douze.

### Historique
Origines
La construction des tenailles est décidée par Henri III de Navarre, seigneur de la ville et futur roi de France à partir de 1589 sous le nom d'Henri IV. Les travaux de terrassement débutent en 1585, au début de la huitième guerre de Religion. La construction de la Petite Tenaille prive le pont de la May de Diù de débouché et se fait au détriment du premier couvent des Clarisses, précédemment pillé en 1561 et saccagé en 1577, qui est démoli entre 1585 et 1586 pour libérer l'emprise nécessaire. Les travaux de construction s'achèvent en 1590.
Cette double fortification bastionnée est réalisée dans le but d'adapter la défense de la cité aux progrès de l'artillerie et au développement des canons au XVIe siècle, nécessitant de nouvelles dispositions afin d'éviter d'exposer les murailles de la ville et le château de Nolibos aux coups directs des boulets. Toutefois, l'ensemble ne remplira sa fonction que quelques années avant d'être progressivement démantelé.
Architecture
La Grande Tenaille se présente sous la forme d'un bastion d'environ un hectare entouré de quatre hauts murs obliques, percés de meurtrières et comportant, à l'angle sud-est, une tour ronde. Des vestiges se dressent de nos jours à l'est de la promenade du 21 août 1944, au-delà du fossé qui longeait la première enceinte de la cité. La Petite Tenaille a quant à elle une forme plus irrégulière. Elle comporte de hauts murs obliques, avec plusieurs angles aigus, une échauguette orientée vers la Douze et une poterne ouvrant côté est. Quelques vestiges demeurent dans des jardins de particuliers, dont une guérite.
Litige
Après le pillage et le saccage de leur premier couvent, les Clarisses s'établissent à l'intérieur des murailles de la ville où elles fondent un second couvent, à l'emplacement actuel de l'hôtel de la préfecture des Landes. Elles restent toutefois propriétaires du terrain du premier couvent, sur lequel la Petite Tenaille a été édifiée sans qu'elles aient reçu de contrepartie financière. Elles réclament à ce titre, avec d'autres propriétaires lésés, à être indemnisées de ce préjudice auprès de la sénéchaussée du Marsan, comme l'atteste un rapport daté du 15 janvier 1626. Lors d'auditions en 1626 devant le lieutenant général criminel de la sénéchaussée du Marsan, il est précisé à propos des Tenailles, que « les jours de foire s'y tient le marché aux bœufs et autre bétail ».
La justice tranche en faveur des Clarisses le 7 août 1647, à l'issue d'un long procès entre elles et Jean de Lobit (conseiller du roi et procureur au siège du sénéchal du Marsan), devenu propriétaire des Tenailles par lettres patentes des 28 février et 15 mars 1633 en reconnaissance d'importants services rendus au roi de Navarre. Les Clarisses contestent cette propriété par voie de justice. S'ensuivent plusieurs épisodes coûteux, à l'issue desquels les deux parties conviennent d'un arrangement devant Maître Gauzère, notaire royal, en vertu duquel Jean de Lobit s'engage à indemniser les religieuses.
Fin
Les Tenailles sont utilisées moins de quarante ans pour défendre la ville. En effet, le roi Louis XIII, fils et successeur d'Henri IV, réussit, avec l'aide de son ministre, le cardinal de Richelieu, à mater la révolte des Protestants en France. Consécutivement à des soulèvements de Protestants à Mont-de-Marsan et sa région entre 1610 et 1622, après la fin des guerres de Religion dans les Landes, et afin d'éviter que la cité ne devienne une place forte huguenote comme La Rochelle, le monarque envoie une ordonnance datée du 24 mai 1627 au lieutenant général de la ville, Adam de Prugue, ainsi qu'au maire et aux jurats, exigeant le « rasement et démolition de fond en comble » du château de Nolibos et des Tenailles en ces termes :
« Ayant jugé nécessaire de faire raser et démolir les fortifications et château de ladite ville, afin que les rebelles ne s'y puissent prévaloir au préjudice de notre service, du repos et de la tranquillité de nos sujets, nous avons fait choix de vous, sur l'assurance que nous avons, que vous vous en acquitterez avec affection ».
Cette ordonnance n'est pas bien accueillie par la population, car elle implique de faire travailler tous les habitants de la ville et de la juridiction, incluant les paroisses et villages des alentours. Concernant les cultivateurs, cela implique qu'ils quittent leurs travaux de labours et fasse un voyage lent et malaisé à l'époque pour travailler sur ce chantier. Les efforts successifs des vicomtes de Marsan et des Albret pour faire de la ville une des places fortes les mieux défendues de Gascogne sont ainsi réduits à néant.

### Réaménagements
La démolition des Tenailles prend du temps, comme en témoigne un acte du cartulaire des Clarisses de 1666 indiquant que les bastions sont encore debout.
Le site de la Grande Tenaille est réaménagé au cours du XVIIIe siècle en une promenade plantée ormes champêtres, tout comme la promenade voisine de Montrevel. La première fête de la Fédération en 1790 se tient sur ces deux espaces. Il sert par la suite de terrain de manœuvres, d'où son appellation de Champ-de-Mars sur le cadastre napoléonien de 1811. Il apparaît ensuite sur un plan du 28 août 1813 sous le nom de « place de la Tenaille », puis sur le plan cadastral de 1845 sous la mention « fortifications anciennes ». Elle accueille un temps des courses de taureaux. Des projets de construction d'une maison de correction en 1812, d'une caserne en 1819 ou d'un lycée dans les années 1840 ne voient pas le jour.
Le terrain de la Petite Tenaille reçoit quant à lui la pépinière communale. La maison Nihous est construite à cet endroit, avant qu'il ne soit réaménagé en l'actuel parking de la Douze au 4 rue Victor-Hugo.

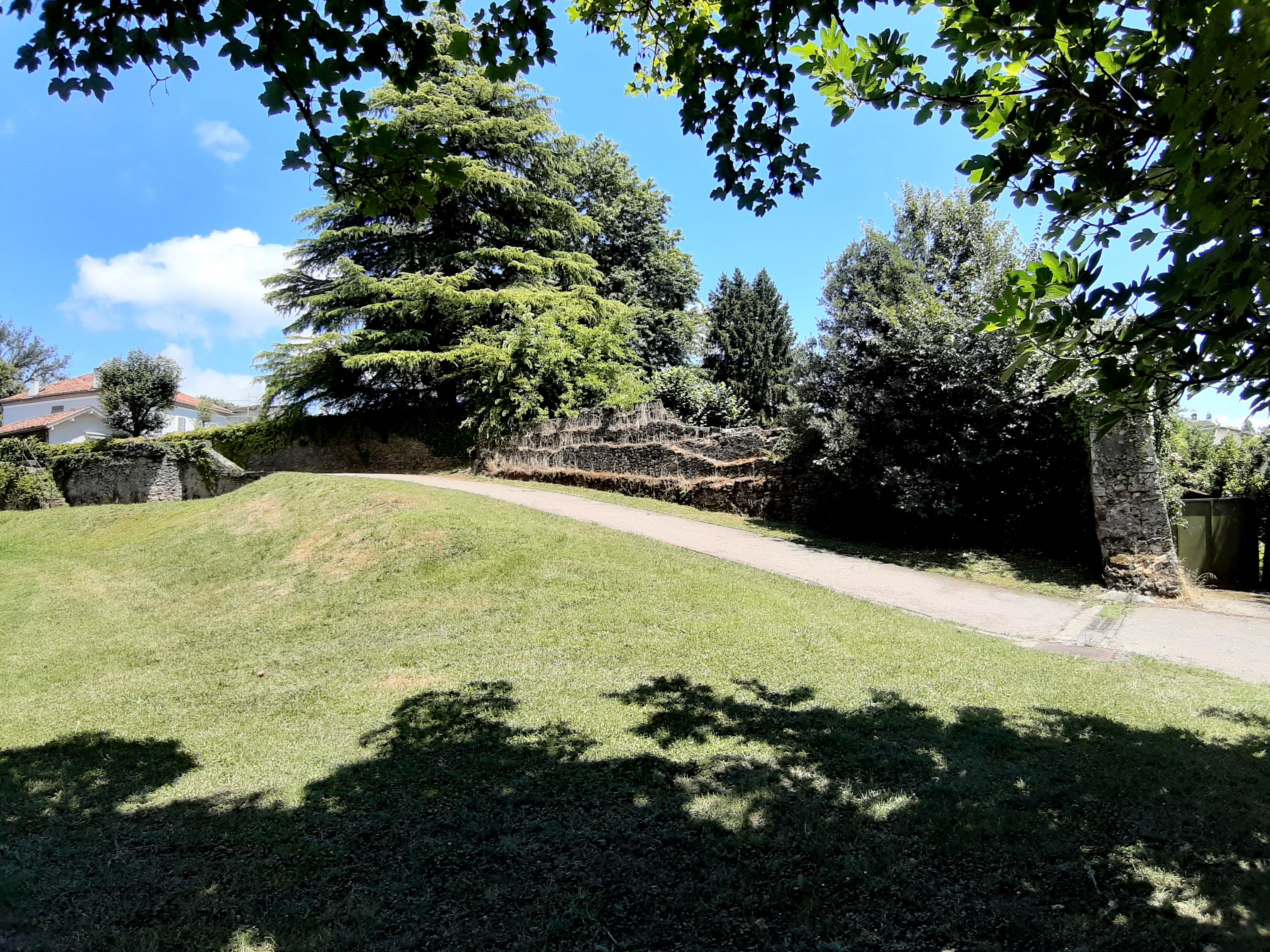
Vestiges de la « Grande Tenaille », à l'est de la promenade du 21 août 1944